# Friends
Friends è una sitcom statunitense creata da David Crane e Marta Kauffman e prodotta dal 1994 al 2004.
La serie ruota attorno a un gruppo di sei amici a Manhattan, formato dalle ragazze Rachel Green, Monica Geller e Phoebe Buffay, e dai ragazzi Ross Geller, Chandler Bing e Joey Tribbiani. La serie è stata prodotta dalla Bright/Kauffman/Crane Productions in collaborazione con la Warner Bros. Television.
Kauffman e Crane iniziarono a sviluppare la sitcom sotto il titolo di Insomnia Cafe tra il novembre e il dicembre 1993. Presentarono l'idea a Bright, e insieme la proposero alla NBC. Dopo molti lavori e cambiamenti sulla sceneggiatura, includendo anche un cambio del titolo in Friends Like Us, la serie venne presentata come Friends. Trasmessa sul network televisivo americano NBC dal 22 settembre 1994 al 6 maggio 2004, ne sono state realizzate in tutto dieci stagioni; le riprese della sitcom avvennero negli studi della Warner Bros. a Burbank, California. La chiusura della serie, trasmessa il 6 maggio 2004, fu vista da circa 52,5 milioni di persone, diventando il quarto series finale più visto della storia della televisione nonché l'episodio di una serie più visto del decennio.
Friends ha sempre ricevuto consensi durante la sua messa in onda, diventando una delle più popolari serie televisive. La sitcom ricevette una candidatura agli Emmy Award, vincendo il premio come miglior commedia per l'ottava stagione, nel 2002. Lo show occupa il 21º posto nella classifica delle miglior serie commedia di tutti i tempi. Nel 1997 l'episodio Come due aragoste fu posizionato al 100º posto dalla rivista Guide TV nella classifica dei 100 episodi più belli nella storia della TV.

## Trama
Rachel Green ha appena lasciato all'altare il suo futuro marito quando reincontra la sua vecchia amica del liceo Monica, ora una chef newyorkese. Diventate presto coinquiline, Rachel si unisce al gruppo di amici di Monica: il mediocre attore italoamericano Joey, l'analista contabile Chandler, la massaggiatrice e musicista a tempo perso Phoebe, e il paleontologo Ross (appena divorziato dalla moglie scopertasi lesbica), fratello maggiore di Monica. Per vivere, Rachel inizia a lavorare come cameriera al Central Perk, una caffetteria che è l'abituale punto di ritrovo degli amici; quando non sono al caffè, i sei sono spesso all'appartamento di Monica e Rachel, situato a West Village, parte di Manhattan, o a quello di Joey e Chandler, che si trova esattamente di fronte.
Gli episodi presentano le avventure sentimentali tragicomiche dei sei amici e gli sviluppi delle loro carriere, come ad esempio le infruttuose audizioni di Joey, le avventure sentimentali di Chandler, o le bizzarre situazioni familiari della vita di Phoebe. I sei personaggi hanno ognuno, nel corso della storia, molti appuntamenti e relazioni serie e non, come accade a Monica con Richard Burke, e a Ross con Emily Waltham. La travagliata relazione di Ross e Rachel è la più ricorrente, con i due che per anni continuano a mettersi insieme e puntualmente a lasciarsi, anche quando Ross sposa brevemente Emily, finché lui e Rachel avranno una figlia; Chandler e Monica si conosceranno meglio e finiranno per sposarsi, mentre Phoebe sposerà infine Mike Hannigan, un ragazzo conosciuto casualmente grazie a Joey. Altri personaggi ricorrenti sono i genitori di Ross e Monica, l'ex moglie lesbica di Ross, Carol, e il loro figlio Ben, lo strambo titolare del Central Perk, Gunther, e la storica fidanzata di Chandler, Janice.

### Prima stagione
Rachel, vestita da sposa, irrompe al Central Perk dopo esser fuggita dal proprio matrimonio. La ragazza si unisce presto al gruppo formato da Chandler, Ross, Monica, Phoebe e Joey, raccontando la sua esperienza. Ross rimane molto colpito dal suo arrivo perché, nonostante sia triste per il divorzio con sua moglie Carol, vede riaffiorare i sentimenti che prova per Rachel sin dal liceo. Egli però è in una situazione ancora più complessa, in quanto in attesa di un figlio dalla sua ex moglie, la quale ora convive con un'altra donna, Susan. I due ex coniugi iniziano anche a frequentare un corso di preparazione al parto, accompagnati da Susan. Nonostante ciò, Ross spera di conquistare Rachel, che nel frattempo si trasferisce a casa di Monica e inizia a lavorare al Central Perk come cameriera. Nel frattempo Monica e Joey sono ancora intenti a costruirsi una propria carriera: Joey segue la strada per diventare un attore famoso; Monica, invece, insegue la sua passione per la cucina. Nel frattempo Ross trova un nuovo amico, la scimmietta Marcel, e Joey organizza a Chandler un incontro con Janice per San Valentino. Dopo qualche tempo Rachel incontra di nuovo Barry, il ragazzo che aveva lasciato all'altare, il quale sta per sposarsi con Mindy, la damigella di Rachel, che a sua volta vorrebbe proprio Rachel come sua damigella. La prima stagione si conclude con la nascita del figlio di Ross e con il compleanno di Rachel, in cui quest'ultima viene a scoprire da Chandler che Ross è innamorato di lei.

### Seconda stagione
Rachel, in vista del ritorno di Ross dalla Cina, decide di fargli una sorpresa ed aspettarlo in aeroporto, ma lì lo trova di ritorno con la sua nuova ragazza, Julie. Quest'ultima si integra bene nel gruppo e, in particolar modo, lega molto con Monica, per questo Rachel ne rimane amareggiata. Una sera, però, Rachel esagera con l'alcol e lascia un messaggio nella segreteria di Ross rivelandogli i propri sentimenti, mettendolo di fronte a una scelta tra lei e Julie. Per decidere, Chandler e Joey lo aiutano a fare una lista dei pro e dei contro, e quando Ross capisce che è innamorato solo di Rachel, quest'ultima scopre la lista e va su tutte le furie. Nel frattempo Carol e Susan si sposano e Monica organizza il catering per il matrimonio. Rachel e Ross risolvono le loro controversie e tornano insieme, mentre Monica si innamora di Richard, un vecchio amico di famiglia. Phoebe conosce Frank jr , il fratello che non sapeva di avere.

### Terza stagione
Monica è distrutta per via della fine della sua relazione con Richard. Chandler è impegnato nella relazione con Janice, mentre Phoebe cerca di legare con il fratellastro, la sua ultima speranza di avere una famiglia. Rachel si licenzia, trovando un nuovo lavoro nel settore della moda, mentre Janice lascia Chandler per salvare il matrimonio con il suo ex marito. Con il nuovo lavoro, Rachel e Ross riscontrano delle difficoltà nella loro relazione e, in seguito ad un litigio, Ross si consola tra le braccia di un'altra donna e quando Rachel lo scopre decide di chiudere definitivamente la loro relazione. Nel frattempo il fratello di Phoebe annuncia le sue imminenti nozze, ma Phoebe resta scioccata quando scopre che la futura sposa ha il doppio dei suoi anni. Dopo qualche tempo, Rachel esce per il suo primo appuntamento dopo la rottura con Ross, il quale si convince che questo nuovo ragazzo sia un folle. Monica inizia ad uscire con un ragazzo di nome Pete, il quale le fa una proposta di lavoro in un ristorante. Phoebe presenta una ragazza a Ross, il quale la invita per un week-end al mare insieme agli amici, dove Rachel gli confessa di amarlo ancora.

### Quarta stagione
Rachel e Ross tornano insieme per un breve periodo, dopo che quest'ultimo aveva (involontariamente) accettato la colpa della loro rottura; ma quando fa un passo indietro Rachel mette fine di nuovo, e stavolta definitivamente, alla loro relazione. Joey intraprende una relazione con una nuova ragazza, da cui però è attratto anche Chandler, il quale finisce per baciarla. Per fargliela pagare, Joey lo rinchiude in una cassa per tutto il giorno del Ringraziamento. Monica riceve una promozione come capo, mentre Ross intraprende una storia a distanza con una nuova ragazza, Emily. Frank chiede a Phoebe di prestarsi come madre surrogata per la coppia. Quest'ultima accetta e, dopo essersi sottoposta ad un impianto di embrioni, rimane incinta. Ross chiede ad Emily di sposarla, ma il giorno del matrimonio, il ragazzo la chiama per sbaglio Rachel durante la cerimonia. Rachel capisce in seguito di amarlo ancora.

### Quinta stagione
Chandler e Monica, durante il matrimonio cercano un posto per stare in intimità, mentre Emily non riesce a perdonare Ross e vuole il divorzio. Chandler e Monica vogliono tenere segreta la loro relazione, soprattutto a Ross. Rachel rivela a quest'ultimo i suoi sentimenti, mentre Emily afferma di essere pronta a perdonare Ross solo se chiuderà definitivamente con Rachel, ma lui non ci riesce. Joey, Rachel e Phoebe scoprono la relazione di Chandler e Monica e cercano di tenerla nascosta a Ross, il quale però, trasferitosi nella casa di fronte, li vede dalla finestra. I ragazzi partono per Las Vegas per festeggiare l'anniversario di Chandler e Monica, i quali decidono di trovare una cappella per sposarsi immediatamente, ripensandoci poco dopo.

### Sesta stagione
A Las Vegas, Ross e Rachel si svegliano ignari di essersi sposati. Monica e Chandler parlano di andare a vivere insieme e Rachel crede di poter rimanere con loro. Chandler si trasferisce da Monica e Rachel capisce di dover andar via, arrabbiandosi molto. Ross svela a Rachel che sono sposati e lei vuole divorziare, mentre lui si sente a pezzi in quanto è il suo terzo divorzio. Rachel si trasferisce da Phoebe, ma in seguito a un incendio, le due amiche si trasferiscono da Joey. Una volta rimessa a posto la casa, Rachel rimane a vivere da Joey. Richard dice a Monica di amarla ancora, ma ormai è troppo tardi. Chandler vuole chiederle di sposarlo, ma le fa capire di non credere nel matrimonio in modo da sorprenderla.

### Settima stagione
Monica e Chandler rivelano a tutti il loro fidanzamento, ma Rachel e Ross rubano loro la scena tornando insieme. Successivamente Monica rivela a Chandler che, la notte in cui si sono messi insieme, lei in realtà cercava Joey. Chandler vuole annullare il matrimonio, ma Joey riesce a risollevare la situazione. Monica non sa chi scegliere come damigella d'onore e lascia a Phoebe e Rachel il compito di decidere. Le due amiche decidono che sarà Rachel a fare da damigella. Il giorno delle nozze Rachel e Phoebe trovano un test di gravidanza nel cestino e pensano che sia di Monica. Chandler ha dei ripensamenti e si nasconde, ma Phoebe e Ross lo trovano e gli chiariscono le idee.

### Ottava stagione
Gli amici scoprono che il test di gravidanza positivo appartiene a Rachel, ma ora tutti si domandano chi sia il padre. Successivamente viene svelata l'identità del padre: è Ross. I due, nonostante la notte in cui hanno concepito la loro figlia, decidono di continuare a vedersi con altre persone. Joey si accorge di essere innamorato di Rachel e tenta di nasconderlo, mentre Monica pensa erroneamente che si sia infatuato di Phoebe. Joey decide di dichiarare il suo amore a Rachel, per poi evitarla per la vergogna. Durante la festa per il nascituro, Rachel va nel panico credendo di non essere pronta ad accudire un bambino. Arriva il giorno del parto e dopo aver dato alla luce la piccola Emma, Rachel guarda Ross e i due capiscono di amarsi ancora.

### Nona stagione
Joey chiede la mano di Rachel subito dopo la nascita di Emma e lei gli risponde di sì. Ross, che voleva chiederle la mano a sua volta, ne rimane sconvolto, ma Rachel gli confessa che aveva detto di sì perché in preda al panico. Phoebe intraprende una relazione sempre più seria con Mike, mentre Ross e Rachel si dimostrano dei genitori fin troppo apprensivi. I due continuano a non voler tornare insieme e ad uscire con altre persone. Ross si interessa ad una sua collega, Charlie, la quale, però, inizia ad uscire con Joey. Chandler e Monica scoprono di non poter avere dei figli naturalmente, perciò iniziano a valutare altre opzioni. Phoebe chiede a Mike di andare a vivere insieme.

### Decima stagione
Nonostante sia ancora legata a Joey, Charlie bacia Ross, mentre Joey bacia Rachel. I due non sanno come confessarlo a Ross, ma quest'ultimo li coglie in flagrante e ne rimane sconvolto. Ross pone fine alla sua relazione con Charlie. Phoebe e Mike decidono di sposarsi, optando per una cerimonia semplice e con pochi intimi. Monica e Chandler vanno in Ohio per incontrare una giovane donna incinta che potrebbe essere disposta a dare in adozione i suoi due gemelli. Rachel ottiene una proposta di lavoro a Parigi e annuncia la sua imminente partenza, Ross apprende la notizia e ne è sconvolto. I ragazzi organizzano una festa di addio per Rachel, la quale però, spinta dai sentimenti per Ross, decide di non partire più. Alla fine della serie, nel loro ultimo giorno insieme, i ragazzi pensano ai loro ricordi più belli.

## Episodi
Nella versione originale alcuni episodi durano più dei canonici 20 minuti, ma nella versione italiana la durata di questi episodi è stata comunque ridotta a 20 minuti.
| Stagione         | Episodi | Prima TV originale | Prima TV Italia |
| ---------------- | ------- | ------------------ | --------------- |
| Prima stagione   | 24      | 1994-1995          | 1997            |
| Seconda stagione | 24      | 1995-1996          | 1997            |
| Terza stagione   | 25      | 1996-1997          | 1998            |
| Quarta stagione  | 24      | 1997-1998          | 1999            |
| Quinta stagione  | 24      | 1998-1999          | 2000            |
| Sesta stagione   | 25      | 1999-2000          | 2000            |
| Settima stagione | 24      | 2000-2001          | 2001-2002       |
| Ottava stagione  | 24      | 2001-2002          | 2003            |
| Nona stagione    | 24      | 2002-2003          | 2003            |
| Decima stagione  | 18      | 2003-2004          | 2005            |

### Titoli degli episodi

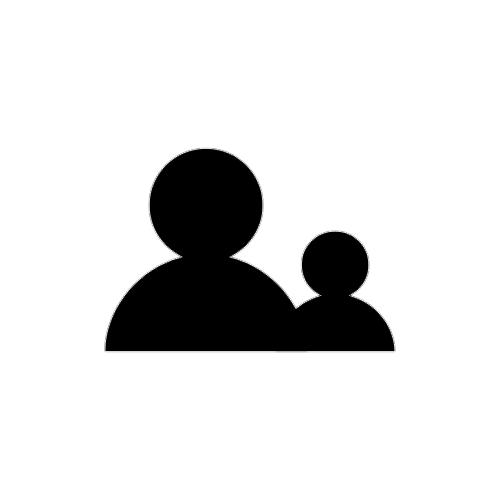
Immagine dalla sigla

Nella versione originale, ogni episodio iniziava con le lettere TOW, che stanno per The One With..., The One When..., The One Where (cioè Quello con..., Quello in cui... o Quello quando..., dove Quello, volendo tradurre, sta a significare Episodio o Puntata volendo tradurre al femminile con Quella (puntata) con..., Quella (puntata) in cui..., ecc.). Fanno eccezione il primo episodio (The Pilot one, cioè l'episodio pilota, traducibile con Quello Pilota - anche se talvolta viene riportato come The One When Monica Gets a New Roommate, cioè Quello in cui Monica trova una nuova coinquilina), un episodio in due parti della II stagione (The One After The Super Bowl, ovvero Quello dopo il Super Bowl - in riferimento al fatto che tale episodio è andato in onda dopo la trasmissione del Super Bowl), l'ultimo episodio della III stagione (The One At the Beach, cioè Quello sulla spiaggia), il primo episodio della V stagione (The One After Ross Says Rachel, in italiano Quello dopo che Ross ha detto Rachel), il 100º episodio (The One Hundredth, ovvero Il Centesimo), il doppio episodio finale della V stagione (The One In Vegas, cioè Quello a Las Vegas), il primo episodio della VI stagione (The One After Vegas, ovvero Quello dopo Las Vegas), un altro episodio della VI stagione (The One On The Last Night, ovvero Quello riguardo alla notte scorsa), un doppio episodio della VI stagione (The One That Could have been, cioè Quello che sarebbe potuto essere), l'episodio iniziale della VIII stagione (The One After "I do", cioè Quello dopo il "Lo voglio"), un altro episodio della VIII stagione (The One In Massapequa, cioè Quello a Massapequa), l'episodio finale della IX stagione (The One in Barbados, cioè Quello alle Barbados), il primo episodio della X stagione (The One After Joey and Rachel kiss, cioè Quello dopo il bacio tra Joey e Rachel) e l'episodio conclusivo della serie (The last one, cioè L'Ultimo).

## Personaggi e interpreti
- Rachel Green (stagioni 1-10), interpretata da Jennifer Aniston, doppiata da Eleonora De Angelis.
È una ragazza ricca e viziata che decide di evadere dal controllo del padre. Ex compagna di scuola di Monica e cotta adolescenziale di Ross.
- Monica Geller (stagioni 1-10), interpretata da Courteney Cox, doppiata da Barbara De Bortoli.
È una giovane cuoca, sorella di Ross, piena di nevrosi e ossessioni, maniaca del controllo e delle regole.
- Phoebe Buffay (stagioni 1-10), interpretata da Lisa Kudrow, doppiata da Rossella Acerbo.
È una ragazza orfana, eccentrica ed espansiva, dai modi particolari e anticonvenzionali. Lavora come massaggiatrice e coltiva l'hobby della musica.
- Joey Tribbiani (stagioni 1-10), interpretato da Matt LeBlanc, doppiato da Vittorio De Angelis.
Bel ragazzo di origini italiane, aspirante attore, instancabile playboy e coinquilino di Chandler.
- Chandler Bing (stagioni 1-10), interpretato da Matthew Perry, doppiato da Massimo De Ambrosis.
È un analista contabile, composto e preciso, ironico, sarcastico e sempre con la battuta pronta. È noto per non avere molto successo con le donne.
- Ross Geller (stagioni 1-10), interpretato da David Schwimmer, doppiato da Simone Mori.
È un paleontologo, fratello di Monica, divorziato e da sempre innamorato di Rachel.

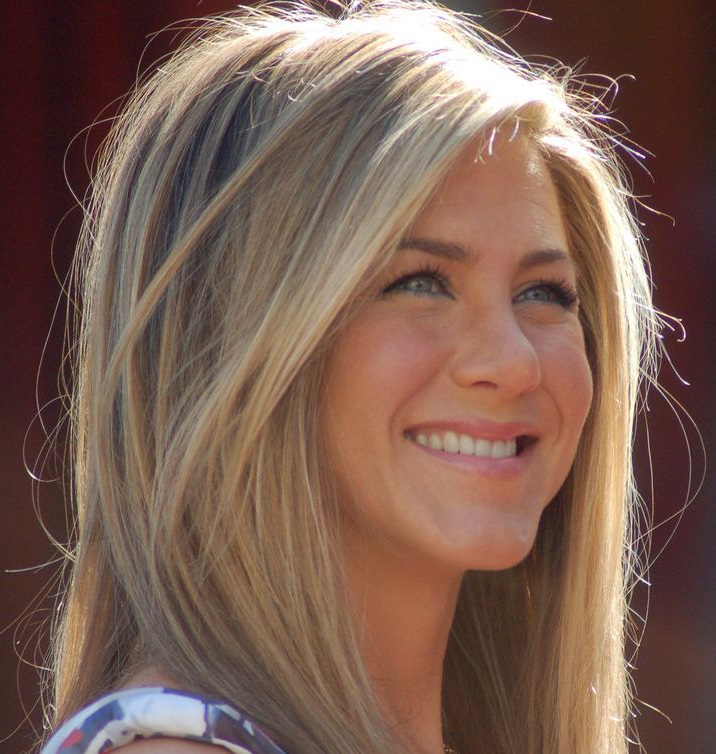
Jennifer Aniston interpreta Rachel Green
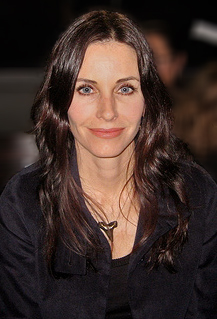
Courteney Cox interpreta Monica Geller
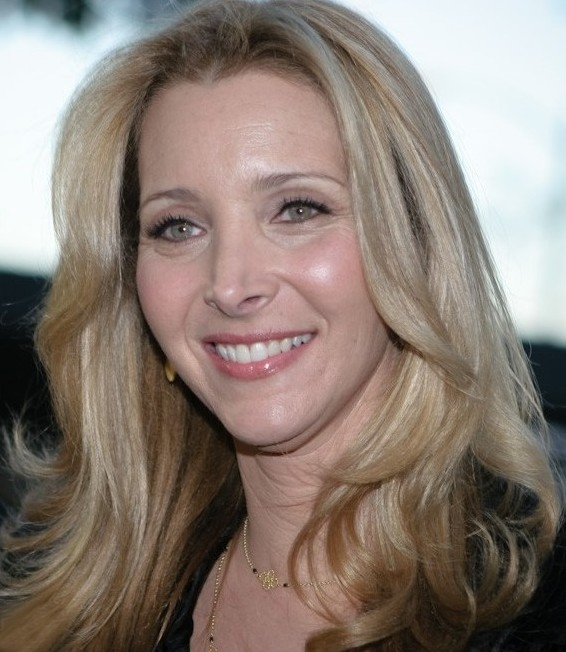
Lisa Kudrow interpreta Phoebe Buffay
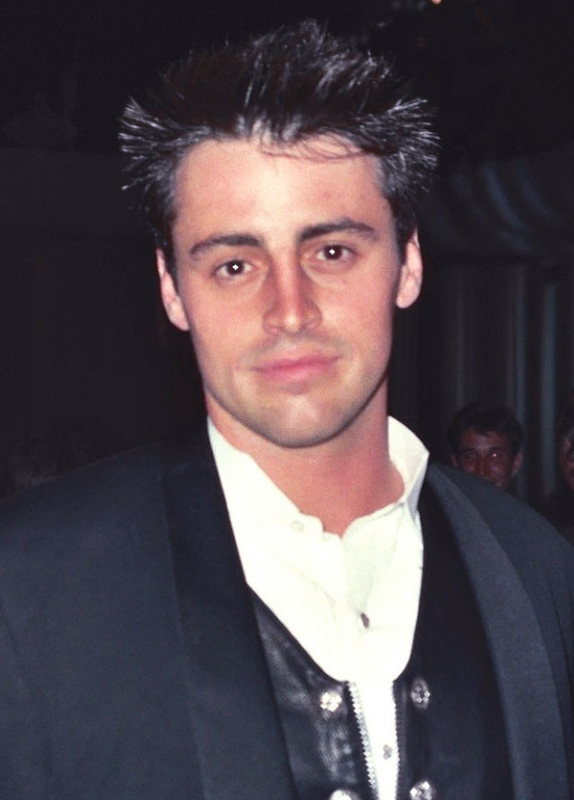
Matt LeBlanc interpreta Joey Tribbiani
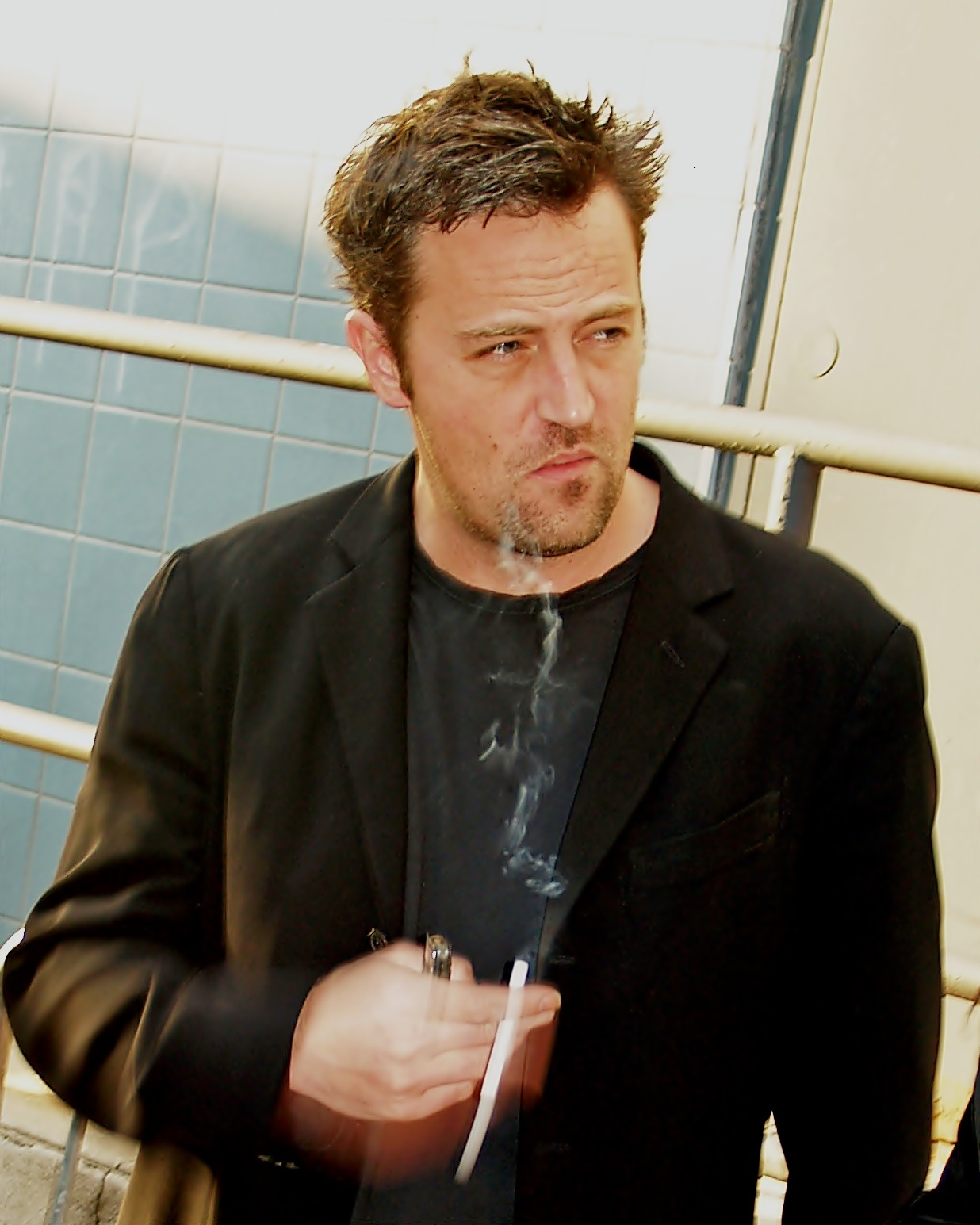
Matthew Perry interpreta Chandler Bing
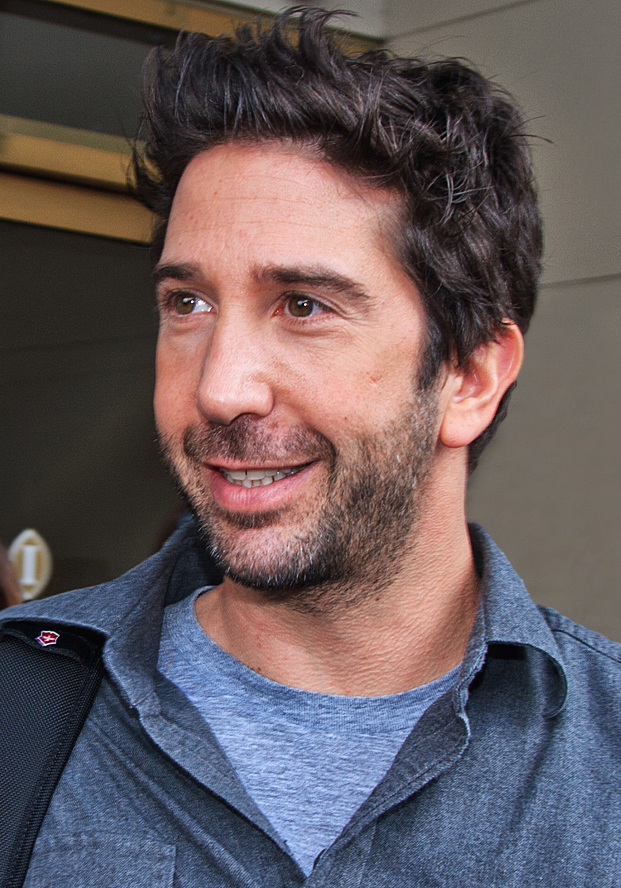
David Schwimmer interpreta Ross Geller

## Produzione

Pianta del set

Friends è ambientato a New York, più precisamente nel quartiere di Greenwich Village, dove vivono i sei protagonisti. La sitcom tuttavia è stata girata a Burbank, Los Angeles, nello studio 24 della Warner Bros. (3rd Street, Stage 24) dove sono state costruite le cinque principali location:
- Appartamento #1 (in cui vivono prima Monica e Rachel, poi Monica e Chandler).
- Appartamento #2 (in cui vivono prima Chandler e Joey, poi Joey e Rachel).
- Appartamento di Ross (che cambia varie volte nel corso delle stagioni, in seguito ai traslochi di Ross).
- Appartamento di Phoebe (che appare poche volte nel corso della serie).
- Central Perk (la caffetteria frequentata dai sei amici).

In via del tutto eccezionale, alcuni episodi che di solito segnavano eventi speciali, come la fine o l'inizio di una stagione, sono stati ambientati altrove (a Londra, a Montauk – una zona balneare vicino a New York –, a Las Vegas e a Barbados). Ciò nonostante, l'unico caso di vera trasferta del cast e della troupe si è verificato con gli episodi registrati a Londra; tutti gli altri sono stati filmati a Los Angeles o nelle sue vicinanze, usando riprese del luogo in questione soltanto per gli establishing shots, ovvero le brevi clip che collegano una scena all'altra e mostrano un ambiente esterno.
Il palazzo sede degli appartamenti #1 e #2, usato per gli establishing shot, si trova a New York, nel quartiere di Greenwich Village, all'incrocio fra la Grove Street e la Bedford Street 40.73245°N 74.005453°W, lo stesso incrocio dove vengono girate le riprese esterne dell'edificio dell'ultimo appartamento di Ross.
Il membro del cast David Schwimmer ha diretto alcuni episodi della serie a partire dalla sesta stagione.

## Colonna sonora
Il tema musicale di apertura di Friends è il brano I'll Be There for You dei Rembrandts, che grazie al successo della sitcom nel 1995 restò in cima alle classifiche per diverse settimane.

## Espedienti narrativi

### Rapporti interpersonali

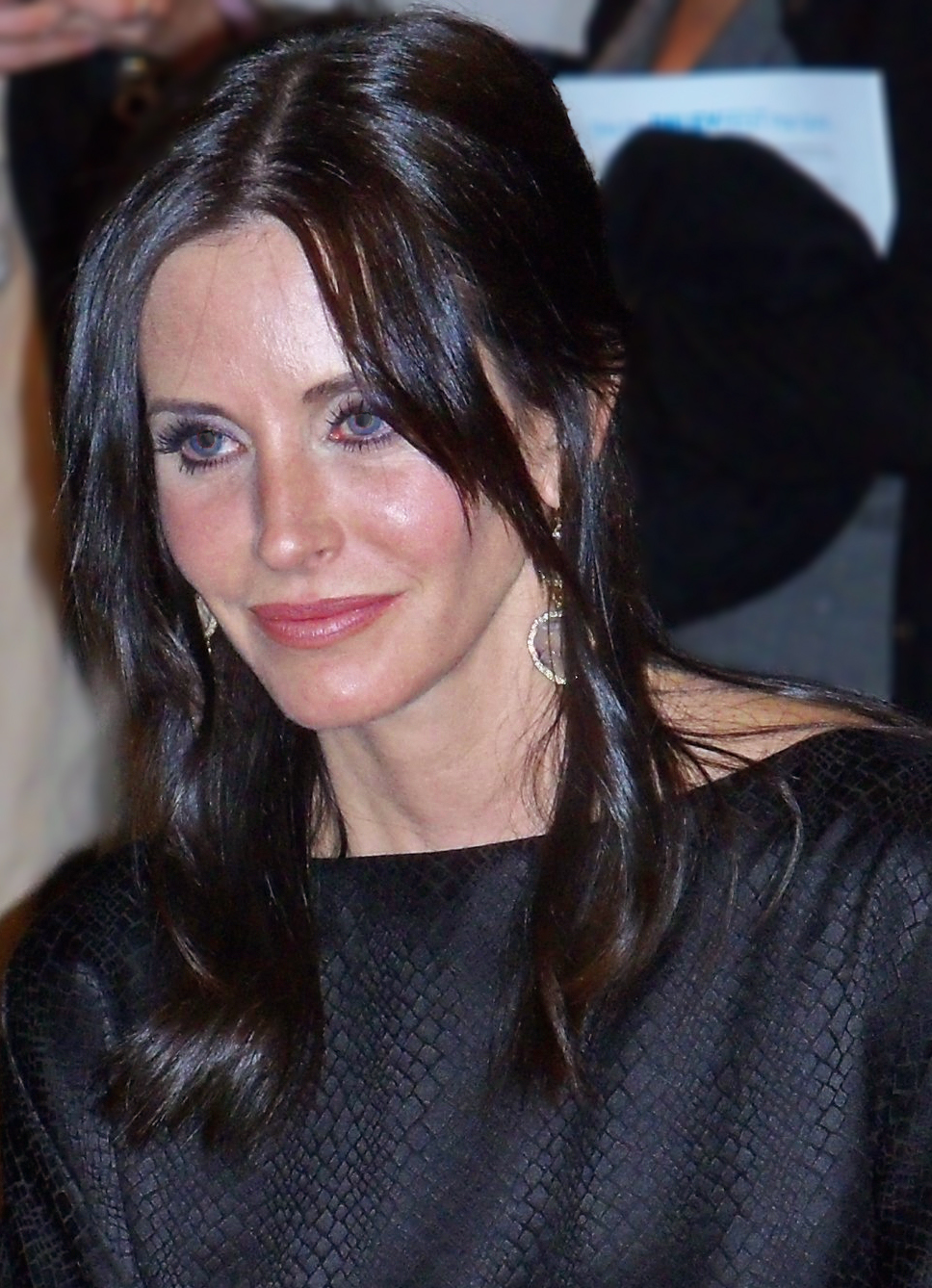
Inizialmente Courteney Cox era stata scelta per il ruolo di Rachel, lasciando a Jennifer Aniston quello di Monica; i produttori vedevano infatti nella Cox l'allegria, l'energia e l'ottimismo necessario a impersonare Rachel, non immaginando una simile caratterizzazione per il ruolo di Monica. Dopo l'audizione della Cox, Marta Kauffman cambiò idea dando a lei la parte.

Ross e Monica, fratello e sorella, conoscono Chandler dai tempi dell'università poiché quest'ultimo era il compagno di stanza di Ross. I due conoscono da ancor più tempo Rachel, compagna di Monica al liceo: all'epoca le due ragazze erano molto legate, e Ross era follemente innamorato di lei, ma non ricambiato. Una volta terminati gli studi, Rachel e Monica si erano perse di vista anche a causa della loro differente condizione sociale, poiché Rachel era una ricca e viziata ragazza.
Passano gli anni, e Ross si sposa con Carol, una ragazza conosciuta all'università; Monica, ancora single, va a vivere nel vecchio appartamento della nonna al Greenwich Village e conosce Phoebe, che diventa la sua coinquilina. Nell'appartamento di fronte vivono proprio Chandler e il suo coinquilino, un ragazzo ebreo. Quest'ultimo, però, decide di cambiare casa e dunque Chandler è alla ricerca di qualcuno con cui dividere l'affitto: è a questo punto che arriva Joey, un aspirante attore italoamericano. Allo stesso tempo Phoebe, che trova sempre più difficile la convivenza con Monica e le sue regole e manie, sta decidendo di tornare a vivere da sua nonna, ma non ha il coraggio di confessarglielo: alla fine le due ragazze si separano, ma restano amiche.
Nella prima scena dell'episodio pilota di Friends, Ross, Monica, Chandler, Joey e Phoebe sono al Central Perk, loro caffetteria abituale di ritrovo, a parlare del fatto che il matrimonio di Ross è appena finito, poiché sua moglie Carol, dopo sette anni di unione, ha capito di essere lesbica dopo essersi innamorata di Susan, una sua amica. Ross dice di volersi risposare il più presto possibile, e in quel momento entra all'improvviso nel bar Rachel, vestita in abito da sposa: la ragazza stava per sposare Barry, un ricco dentista, ma capendo di non amarlo l'ha lasciato all'altare. Monica riconosce subito la sua vecchia amica e, dato che Phoebe è tornata a vivere da sua nonna, decide di aiutarla, accogliendola a casa sua. Rachel dunque cambia per sempre vita, distruggendo le carte di credito di suo padre e andando a lavorare come cameriera al Central Perk per poter pagare l'affitto a Monica.

#### Gli appartamenti
Chandler-Joey e Monica-Rachel è la disposizione iniziale di chi vive nei due appartamenti principali, dove sono ambientate la maggior parte delle vicende della serie. Inoltre vi sono gli appartamenti di Ross, che vive da solo, e di Phoebe, che prima vive con la nonna e poi, in seguito alla scomparsa di quest'ultima, da sola anche lei.
All'inizio della serie i ragazzi vivono in appartamenti così suddivisi:
- Ross si è appena trasferito in un nuovo appartamento dove vive da solo, dopo la separazione da sua moglie Carol;
- Monica vive da sola nell'appartamento 20;
- Chandler e Joey coabitano nell'appartamento 19;
- Phoebe ha da qualche tempo lasciato l'appartamento 20 che divideva con Monica, e adesso vive a casa di sua nonna;
- Rachel, al suo arrivo in città, va a vivere nell'appartamento 20 con Monica, nella stanza lasciata libera da Phoebe.

Durante le varie stagioni gli amici si scambieranno spesso gli appartamenti a seconda degli amori o delle scommesse fatte tra loro:
- Durante la seconda stagione, per un breve periodo, Joey ottiene un ruolo fisso in una soap opera e va a vivere in un altro appartamento, lasciando Chandler da solo. Ai due, però, capitano degli imprevisti: Joey perde il lavoro nella soap e non può più permettersi il nuovo e lussuoso appartamento, mentre Chandler non sopporta più il nuovo coinquilino, Eddie, per il suo comportamento assai bizzarro; inoltre i due capiscono di non poter stare così lontano l'uno dall'altro, così tornano a vivere insieme.
- Nel 12º episodio della quarta stagione (La scommessa), Chandler e Joey sfidano Rachel e Monica a un quiz (a fare da conduttore è invece Ross), mettendo in palio lo scambio dei loro appartamenti. I due ragazzi riescono a vincere (poiché le due non riescono a rispondere alla domanda «che lavoro fa Chandler?») e dunque le ragazze sono costrette a cedere l'appartamento.
- Nel 19º episodio della quarta stagione (Scommessa finale) Monica e Rachel riescono a riconquistare il loro appartamento e a ricacciare con l'inganno Chandler e Joey in quello vecchio. Le due ragazze si presentano a casa di Chandler e Joey con degli abbonamenti per la squadra dei New York Knicks, ma i ragazzi prima tentennano e poi scommettono di nuovo giocando a chi pesca la carta più alta, vincendo; al loro ritorno dalla partita si ritrovano però fuori di casa, e furibondi chiedono a Monica e Rachel di uscire: ma le due ragazze si oppongono e propongono di baciarsi tra loro per un intero minuto in cambio della permanenza nell'appartamento, compromesso che i ragazzi accettano molto volentieri.
- Nel 7º episodio della quinta stagione (L'ospite scomodo) Ross perde l'appartamento appena affittato a causa del fallimento del suo breve matrimonio con Emily, una ragazza londinese. Trovandosi temporaneamente senza un tetto, soggiornerà per qualche tempo a casa di Chandler e Joey. La convivenza sarà comunque destinata a durare poco, dal momento che Ross si rivelerà ben presto troppo pedante e invadente.
- Nel 6º episodio della sesta stagione (L'ultima sera) Chandler e Monica decidono di convivere nell'appartamento di lei. Rachel si trova quindi senza un posto dove andare e inizialmente Ross le chiede di trasferirsi da lui, ma quando lei scopre che lui non ha ancora chiesto l'annullamento del loro matrimonio lampo a Las Vegas va su tutte le furie, e così decide di andare a vivere da Phoebe.
- Nel 7º episodio della sesta stagione (Una corsa nel parco) Rachel si è ufficialmente trasferita da Phoebe, mentre Joey ha trovato una nuova coinquilina: Janine, una ballerina australiana (interpretata da Elle MacPherson).
- Nell'11º episodio della sesta stagione (Un tavolo da speziale), poiché Joey ha iniziato una storia con Janine, e a quest'ultima non piacciono i suoi amici, Joey decide di lasciarla e lei lascia l'appartamento.
- Nel 18º episodio della sesta stagione (Fuoco e fiamme), Rachel lascia il suo arricciacapelli acceso nel bagno, provocando un incendio che distrugge l'appartamento di Phoebe. Le due sono così costrette ad andare a dormire altrove: Phoebe va da Monica e Chandler, mentre Rachel si trasferisce da Joey. Successivamente Phoebe torna nel suo appartamento, mentre Rachel decide di restare da Joey.
- Rachel andrà a vivere per un certo periodo a casa di Ross, per accudire insieme la loro figlia Emma. La convivenza però si interromperà quando Rachel si renderà conto dell'eccessivo controllo che Ross vorrebbe esercitare su di lei, tornando quindi a vivere con Joey.

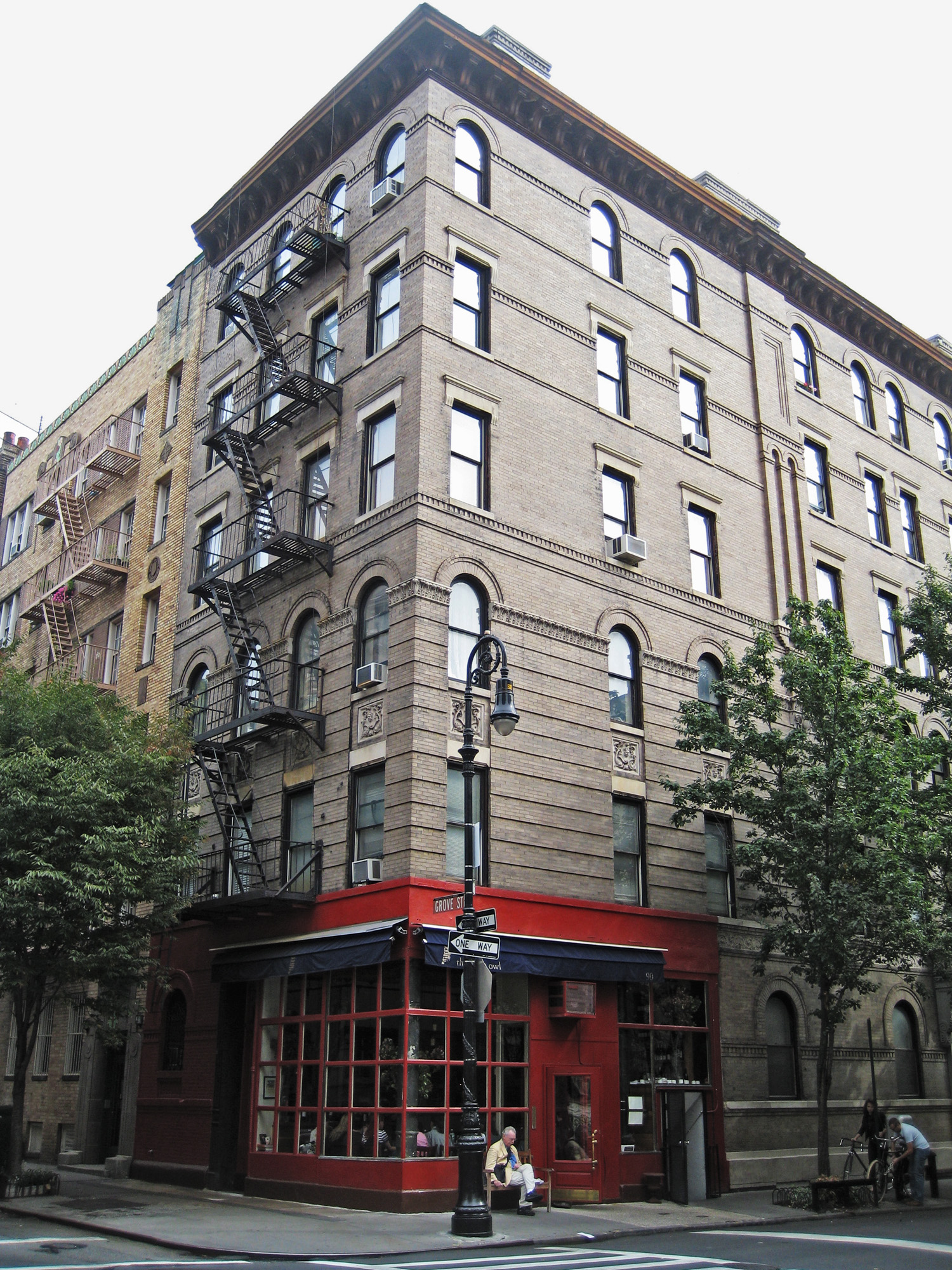
L'edificio del Greenwich Village usato come ambientazione per il Central Perk (in basso) e gli appartamenti di Monica, Rachel, Chandler e Joey (in alto).

Alla fine della serie i ragazzi vivono in appartamenti così suddivisi:
- Ross vive nel suo appartamento insieme a Rachel ed Emma;
- Chandler e Monica vanno a vivere nella nuova casa comprata fuori città con i gemelli Jack ed Erica;
- Phoebe e Mike vivono nell'appartamento della nonna di Phoebe;
- Joey continua a vivere per qualche tempo nello storico appartamento 19, finché non lo lascia per trasferirsi a Los Angeles (così come si apprende in Joey);
- L'appartamento 20 viene quindi lasciato vuoto alla fine dell'ultimo episodio della decima stagione.

### Gag ricorrenti
In Friends vi sono numerose gag che ricorrono durante tutta la serie. Nel doppiaggio italiano alcune non si notano, a causa del fatto che ogni volta la battuta viene tradotta in modo diverso. Il caso più eclatante riguarda la celeberrima e ricorrente battuta «we were on a break!» che nella versione italiana è pressoché inesistente, a causa delle molteplici traduzioni di cui è stata oggetto.
«We were on a break!» («Avevamo rotto!»)
Quando Rachel, durante la terza stagione, dice a Ross di volere una pausa di riflessione nel loro rapporto («let's take a break... a break from us»), quest'ultimo la interpreta male pensando a una rottura definitiva (break in inglese significa sia rompere – to break, sia pausa – break) e la stessa sera, per ripicca, va a letto con un'altra ragazza appena incontrata. Il mattino dopo Rachel gli dice di aver cambiato idea e di voler restare con lui, ma quando scopre la sua scappatella lo lascia definitivamente. Nel corso delle successive stagioni Ross ripeterà spesso «we were on a break!» (cioè «avevamo rotto!») per giustificare un suo comportamento o una sua azione.
Nell'ultima puntata della decima stagione, quando finalmente Rachel torna da Ross e si baciano, Ross nella versione originale le dice scherzando «si, io e te, insieme... a meno che... non facciamo una pausa...!» (in italiano la battuta è stata invece tradotta in «e ora cosa dirò a quell'altra?», come se Ross avesse un'altra partner al momento). Un altro errore di traduzione riguardo a questa frase si trova all'inizio del 7º episodio della nona stagione (La canzone piccante) dove Ross dice alla figlia Emma «ed ecco perché, qualunque cosa dica la mamma, alla fine avrà sempre ragione il tuo paparino, sì, proprio così, sì, proprio così!», mentre nella versione originale la frase era «and that's why, no matter what mommy says, we really were on a break. Yes we were! Yes we were!» (cioè «ed ecco perché, non importa cosa dica la mamma, noi avevamo davvero rotto. Sì, proprio così. Sì, proprio così!»).
Ross divorzia sempre
Nel corso della serie Ross incappa in ben tre matrimoni (Carol, Emily e Rachel), che si concludono tutti inesorabilmente con un divorzio, anche se la relazione con Rachel riprenderà di nuovo dopo il divorzio rendendo Ross padre per la seconda volta. I ragazzi scherzano spesso su questo fatto, e ogni volta che Ross ha un appuntamento con una nuova ragazza gli chiedono sempre, in maniera ironica, quanto tempo dovranno aspettare questa volta prima di poter assistere a un nuovo divorzio.
Ross e i dinosauri
Ross è un paleontologo con una grande passione per i dinosauri, che però è mal sopportata dai suoi amici, dato che per lui ogni occasione è buona per tirare fuori l'argomento. Molte volte i ragazzi gli chiedono, per gioco, di scegliere tra i dinosauri e un'altra cosa (per esempio il cibo, o il sesso), e Ross si trova sempre in difficoltà nella scelta.
I capelli di Ross
Più volte i ragazzi dicono che i capelli di Ross non hanno un taglio alla moda e appaiono unti. La battuta ricorre non solo in forma esplicita, ma anche implicita quando vengono comparati con altre cose altrettanto brutte.
Ross parla lentamente
Ross ha la tendenza a parlare scandendo le parole una a una, come se stesse spiegando una lezione a scuola. Questa sua caratteristica è sempre presa di mira dalle battute sarcastiche di Chandler.
Ross è veramente un dottore?
Avendo conseguito un PhD, in svariate occasioni Ross fa sfoggio del suo titolo accademico presentandosi agli altri con l'appellativo di "Dott. Geller". Tuttavia, questo fatto diviene spesso oggetto di battute sarcastiche da parte del resto del gruppo, legate al fatto che il suo titolo non ha nulla a che vedere con il consueto uso che si fa della parola dottore, normalmente usata come sinonimo di medico.
Chandler è gay?
Ogni volta che Chandler incontra una persona per la prima volta, questa è convinta – a un primo sguardo – che lui sia omosessuale. Questo è capitato anche ai suoi cinque amici, che glielo confessano dicendo che lui ha «un certo non so che...» che lo fa sembrare gay.
Che lavoro fa Chandler?
Nessuno sembra riuscire a rispondere a questa domanda, e Chandler ogni volta ne è infastidito. In effetti il suo, rispetto a quelli dei suoi amici, è un lavoro più da ufficio ed è più difficile classificarlo (ad ogni modo, quando Joey va a lavorare per qualche giorno nel suo stesso reparto si intuisce essere un lavoro da analista contabile).
Joey ha sempre fame
Joey è costantemente affamato: non di rado lo si vede intento a mangiare qualcosa e, quando il suo frigo è ormai vuoto, senza neanche chiedere il permesso si presenta a casa di Monica a curiosare nella sua dispensa.
«How you doin'?» («Come ti va?»)
Celebre frase di Joey, che la usa specialmente per avvicinare a sé delle belle ragazze. In italiano è tradotta ogni volta in modo diverso («come ti va?», «come ti butta?», «come stai?») e quindi non è possibile percepirne la ricorrenza, mentre negli Stati Uniti riscontrò immediatamente successo tra il pubblico, e in breve entrò a far parte del linguaggio comune.
Rachel piange sempre
Rachel sembra avere sempre il pianto facile, tanto che gli altri amici glielo fanno notare ogni volta... e ogni volta che glielo fanno notare, lei si mette a piangere di nuovo.
Rachel cambia sempre i regali che riceve
Rachel, in varie occasioni (compleanni, Natali) riceve dai suoi amici dei regali e ogni volta li cambia con qualcosa di suo gusto, come ad esempio in soldi.
«Oh my God!» («Oh mio Dio!»)
Intercalare ricorrente usato in maniera molto scandita da Janice con un insopportabile timbro nasale, e poi ripreso ironicamente da tutti gli altri.
Monica era grassa
Sin dai primissimi episodi, svariate volte vengono narrati fatti e dispiaceri, sia da parte della stessa Monica che dagli altri amici, circa i gravi problemi d'obesità di cui la ragazza ha sofferto durante l'adolescenza.
«I know!» («Lo so!»)
Ricorrente esclamazione di Monica, personaggio noto per la propria convinzione di essere sempre dalla parte della ragione. La frase, inizialmente pronunciata dalla sola Monica, viene poi ripresa anche dagli altri cinque amici.

### Risvolti culturali
Fin dalla prima stagione la sitcom ha affrontato, in anticipo rispetto ai tempi, tematiche sensibili nel campo dell'inclusione sociale come il matrimonio omosessuale, il travestitismo e la maternità surrogata. Questo non ha comunque evitato critiche postume alla serie, in particolare per la mancanza di diversità razziale nel cast.

## Distribuzione

### Edizione italiana
Una delle caratteristiche della serie, come di quasi tutte le sitcom statunitensi, è che in molte occasioni il pubblico ha assistito alla registrazione dello show dal vivo, e le sue reazioni – le risate e gli applausi – sono state registrate e inserite poi nel montaggio definitivo prima della messa in onda. Nell'edizione italiana, curata dalla CDC Sefit Group e che vede Sergio di Stefano in qualità di direttore del doppiaggio, le risate sono preregistrate e gli applausi non sono presenti nella colonna internazionale. In molte occasioni, infatti, il pubblico in sala ha reagito con grande entusiasmo, e persino urla e incitamenti aperti, a quanto avveniva sul set – ad esempio quando hanno fatto la loro comparsa, in qualità di guest star, famosi attori di Hollywood.
Nella versione destinata al pubblico italofono sono inoltre presenti differenze e adattamenti a opera del doppiaggio, dovute sia all'uso della lingua italiana nella versione originale, sia per questioni prettamente fonetiche:
- i nomi dei protagonisti Phoebe e Joey – che in lingua inglese si pronunciano, rispettivamente, come Fibi Buffay e Gioui Tribbiani – nell'edizione in italiano sono stati cambiati in Febe e Gioi Triviani per migliorarne la sonorità al pubblico italofono. Anche il personaggio che Joey interpreta in Giorni delle nostre vite ha subito un cambio di pronuncia: il dottor Drake Ramorey è diventato Drake Remorè;
- nel corso della prima stagione, tra i personaggi ricorrenti c'è un ragazzo italiano di nome Paolo. Questi è appena giunto negli Stati Uniti e conosce solo poche parole d'inglese, dunque la maggior parte delle sue battute sono recitate in italiano. Per rendere evidente il disagio linguistico, il doppiaggio italiano ha trasformato Paolo in Pablo, un ragazzo spagnolo, e le sue battute sono state di conseguenza doppiate in lingua spagnola;
- nell'episodio Pizza a domicilio della quinta stagione Joey riceve la visita della sua nonna italiana. Visto che lei non parla e non capisce bene l'inglese, Joey e anche Phoebe le si rivolgono in alcune occasioni parlando nella sua lingua madre. Per giustificare questi equivoci linguistici, nell'edizione italiana la nonna viene presentata come poco lucida e parzialmente sorda;
- in alcuni episodi, a turno Rachel, Phoebe, Monica e Joey usano alcuni insulti o imprecazioni volgari in italiano per non farsi capire dal loro interlocutore del momento, e poterlo così offendere liberamente. Nell'edizione italiana questi epiteti sono stati tradotti con termini dialettali.

## Accoglienza

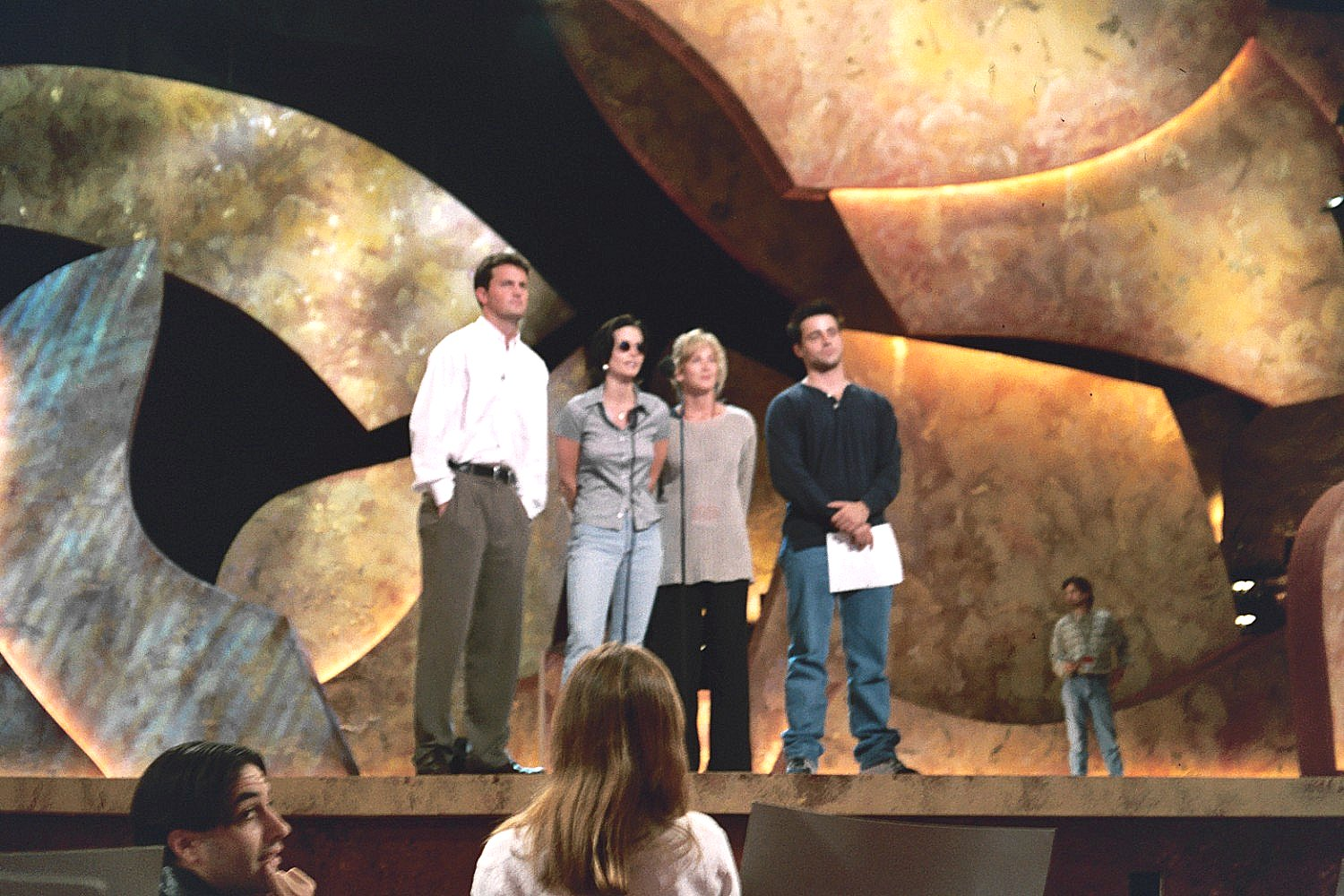
Perry, Cox e LeBlanc, tre dei protagonisti di Friends, durante le prove dei Premi Emmy 1995.

Tutte le dieci stagioni di Friends hanno registrato alti indici di ascolto, sia negli Stati Uniti d'America che nel resto del mondo. In particolare, negli USA, l'ottava stagione (andata in onda nel 2001-2002) è risultata essere in assoluto la serie televisiva più vista tra tutte quelle trasmesse durante l'anno (con uno share medio del 26% e una media di 26,7 milioni di telespettatori a puntata), mentre la quinta (1998-1999) e la nona stagione (2002-2003) si sono piazzate al 2º posto nei rispettivi anni, e la seconda (1996-1997) e la decima stagione (2003-2004) si sono piazzate al 3º posto, sempre tra tutte le serie trasmesse nella stagione di riferimento. Nel complesso le dieci stagioni della serie non sono mai scese sotto il 10º posto, un risultato che non era stato mai raggiunto prima da nessun'altra serie televisiva.
Gli episodi singoli più visti dell'intera serie sono stati:
- Il grande Marcel (1ª e 2ª parte) - Andata in onda in unica soluzione il 28 gennaio 1996 (subito dopo il Super Bowl XXX, e infatti denominata in inglese The One After the Super Bowl), con la partecipazione straordinaria di Julia Roberts e Jean-Claude Van Damme, ha avuto uno share del 46% e un totale di 52,9 milioni di telespettatori.
- Arrivi e partenze (1ª e 2ª parte) - Andata in onda in unica soluzione il 5 giugno 2004 (in inglese The Last One, ovvero l'ultimo episodio della serie) ha avuto uno share del 43% e un totale di 52,5 milioni di telespettatori.
Negli Stati Uniti è stato nominato dal programma televisivo Entertainment Tonight come il più grande evento televisivo del 2004, e si è piazzato al 2º posto nella classifica degli ascolti 2004, battuto soltanto dalla diretta del Super Bowl XXXVIII. È al 4º posto tra gli episodi finali più visti di una serie televisiva, dopo quelli di M*A*S*H (106 milioni), Cin cin (80,4 milioni) e Seinfeld (76,3 milioni).

## Riconoscimenti
- 1995 - People's Choice Awards
  - Favorite New TV Comedy Series
- 1995 - ASCAP Award
  - Top TV Series a Michael Skloff
- 1995 - GLAAD Media Award
  - Outstanding Comedy Series
- 1996 - Premio Emmy
  - Outstanding Individual Achievement in Directing for a Comedy Series a Michael Lembeck per l'episodio The One After The Superbowl
- 1996 - Screen Actors Guild Awards
  - Outstanding Performance by an Ensemble in a Comedy Series a Jennifer Aniston, Courteney Cox, Lisa Kudrow, Matt LeBlanc, Matthew Perry e David Schwimmer
- 1996 - ASCAP Award
  - Top TV Series a Michael Skloff
- 1996 - BMI Film & TV Awards
  - BMI TV Music Award a Danny Wilde e Allee Willis
- 1997 - ASCAP Award
  - Top TV Series a Michael Skloff
- 1998 - Premio Emmy
  - Outstanding Supporting Actress in a Comedy Series a Lisa Kudrow
- 1998 - British Academy Film Awards
  - Foreign TV Program Award
- 1998 - ASCAP Award
  - Top TV Series a Michael Skloff
- 1998 - BMI Film & TV Awards
  - BMI TV Music Award a Allee Willis
- 1999 - ASCAP Award
  - Top TV Series a Michael Skloff
- 1999 - BMI Film & TV Awards
  - BMI TV Music Award a Allee Willis
- 1999 - Teen Choice Awards
  - TV – Choice Comedy
- 2000 - Premio Emmy
  - Outstanding Guest Actor in a Comedy Series a Bruce Willis
- 2000 - Screen Actors Guild Awards
  - Outstanding Performance by a Female Actor in a Comedy Series a Lisa Kudrow
- 2000 - Satellite Award
  - Best Performance by an Actress in a Series, Comedy or Musical a Lisa Kudrow
- 2000 - People's Choice Awards
  - Favorite Television Comedy Series
- 2000 - ASCAP Award
  - Top TV Series a Michael Skloff
- 2000 - BMI Film & TV Awards
  - BMI TV Music Award a Allee Willis
- 2000 - Teen Choice Awards
  - TV – Choice Comedy
- 2001 - People's Choice Awards
  - Favorite Television Comedy Series
- 2001 - ASCAP Award
  - Top TV Series a Michael Skloff
- 2001 - BMI Film & TV Awards
  - BMI TV Music Award a Allee Willis
- 2001 - Teen Choice Awards
  - TV – Choice Comedy
- 2002 - Premio Emmy
  - Outstanding Comedy Series
  - Outstanding Lead Actress in a Comedy Series a Jennifer Aniston
- 2002 - People's Choice Awards
  - Favorite Television Comedy Series
- 2002 - ASCAP Award
  - Top TV Series a Michael Skloff
- 2002 - BMI Film & TV Awards
  - BMI TV Music Award a Allee Willis
- 2002 - Teen Choice Awards
  - TV – Choice Actor, Comedy a Matt LeBlanc
  - TV – Choice Actress, Comedy a Jennifer Aniston
  - TV – Choice Comedy
- 2003 - Golden Globe
  - Miglior attrice in una serie commedia o musicale a Jennifer Aniston
- 2003 - Premio Emmy
  - Outstanding Guest Actress in a Comedy Series – Creative Arts Emmy Awards a Christina Applegate
- 2003 - People's Choice Awards
  - Favorite Television Comedy Series
- 2003 - ASCAP Award
  - Top TV Series a Michael Skloff
- 2003 - BMI Film & TV Awards
  - BMI TV Music Award a Allee Willis
- 2003 - Teen Choice Awards
  - Choice TV – Comedy
  - Choice TV Actress – Comedy a Jennifer Aniston
- 2004 - People's Choice Awards
  - Favorite Television Comedy Series
- 2004 - ASCAP Award
  - Top TV Series a Michael Skloff
- 2004 - BMI Film & TV Awards
  - BMI TV Music Award a Allee Willis
- 2004 - Teen Choice Awards
  - Choice TV Show – Comedy
  - Choice TV Actress – Comedy a Jennifer Aniston
- 2005 - ASCAP Award
  - Top TV Series a Michael Skloff

## Citazioni e riferimenti
- Nella sigla iniziale del 1º episodio della sesta stagione, a ogni nome nei titoli di testa (sia degli attori che dei creatori) venne aggiunto il cognome Arquette, a seguito dell'avvenuto matrimonio tra Courteney Cox e David Arquette nella pausa tra la quinta e la sesta stagione; nei titoli di coda, si può leggere la frase «For Courteney and David who did get married» («A Courteney e David che si sono sposati sul serio»). David Arquette era in precedenza comparso come guest star nel 3º episodio della terza stagione (Per dimenticare Richard) nel ruolo di Malcolm.
- Nel 24º episodio della settima stagione (Finalmente sposi (2ª parte)), quando Rachel è in cerca di un celebrante per il matrimonio tra Monica e Chandler, trova un matrimonio ortodosso in corso e aspetta davanti a un manifesto dove sono scritti i nomi degli sposi. Il cognome che viene usato per lo sposo è il vero cognome di Jennifer Aniston (di origini greche), ovvero Anastassakis.
- Nell'episodio Warner Bros.: 100º Anniversario dell'ottava stagione di Teen Titans Go!, i Teen Titans organizzano una festa per celebrare i cento anni degli studi Warner Bros., invitando anche tutti i personaggi DC, Cartoon Network e Hanna-Barbera: durante il tour degli studios, i personaggi visiteranno non solo la location dell'iconica fontana (dal cui interno uscirà Jabber Jaw che spaventerà tutti, parodizzando il film Lo squalo), ma anche il set dove è stato allestito il Central Perk; una volta dentro il "locale", Cyborg ha l'idea di riproporre una delle scene più famose della serie interpretando Joey, ma Foghorn Leghorn, Taz, Yosemite Sam e Willy il Coyote si azzufferanno per avere il ruolo di Rachel, distruggendo l'intero set.

## Crossover

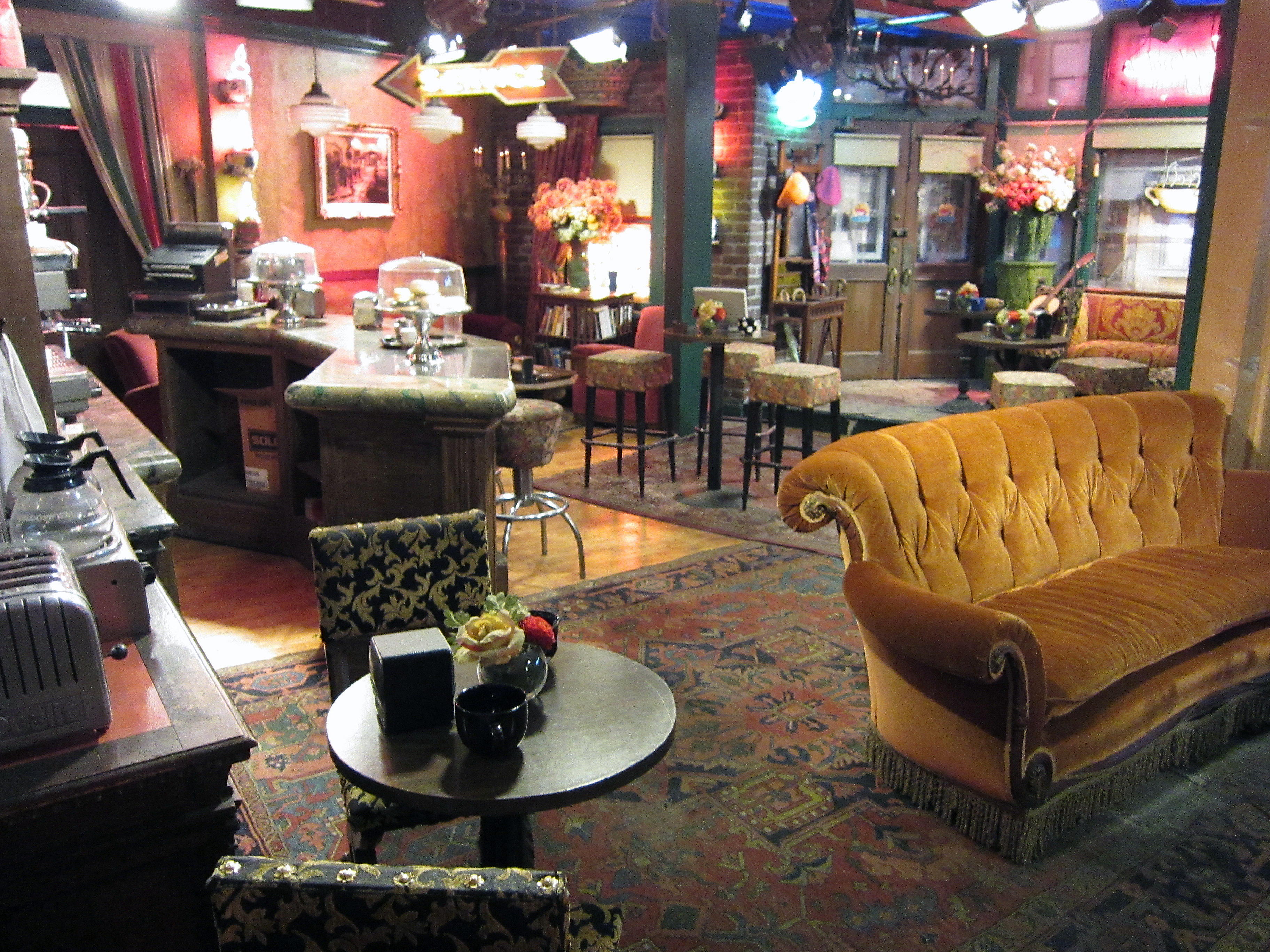
Il Central Perk, caffetteria e ritrovo abituale dei protagonisti. Qui, in un crossover della prima stagione, Jamie e Fran di Innamorati pazzi incontrano Phoebe di Friends, scambiandola per la sorella gemella Ursula.

Nel corso della prima stagione, Friends ha avuto alcuni crossover con un'altra sitcom della NBC ambientata a New York, Innamorati pazzi.
In Innamorati pazzi (creata due anni prima dell'inizio di Friends, ovvero nel 1992) Lisa Kudrow ha interpretato Ursula Buffay (la cameriera del ristorante Riff's dove Paul e Jamie, i protagonisti di Innamorati pazzi, sono spesso clienti), personaggio ricorrente delle prime due stagioni della sitcom (il personaggio di Ursula, quindi, è nato prima di quello di Phoebe e non dopo, come invece si potrebbe supporre dalla sola visione di Friends).
Quando, nel 1994, i produttori di Friends scelsero Kudrow per il personaggio di Phoebe, decisero di farla diventare la sorella gemella di Ursula (approfittando del fatto che le due sitcom andavano in onda sulla stessa emittente), dando ai personaggi di Ursula e Phoebe delle somiglianze, e basando la loro parentela sull'aspetto fisico. Questo fece sì che, per un certo periodo, Kudrow interpretò il personaggio di Ursula Buffay contemporaneamente sia in Friends che in Innamorati pazzi, rendendo possibile un crossover tra le sue sitcom: nel doppio episodio Vivere intensamente della prima stagione di Friends, Joey e Chandler incontrano Ursula per la prima volta al Riff's (una location di Innamorati pazzi), il ristorante in cui lei fa la cameriera, e la scambiano per la loro amica Phoebe; contemporaneamente, al Central Perk, Jamie e Fran (Helen Hunt e Leila Kenzle, protagoniste di Innamorati pazzi) incontrano Phoebe e, credendo che sia Ursula e che quindi faccia la cameriera anche in questa caffetteria, le affidano un'ordinazione, lasciando Phoebe quantomeno perplessa (da notare che, nei titoli di coda di questo episodio di Friends, probabilmente per motivi legali, Helen Hunt e Leila Kenzle non sono state identificate con i nomi dei loro personaggi in Innamorati pazzi, in quanto le due serie, pur condividendo la messa in onda sulla NBC, erano prodotte una dalla Warner Bros. – Friends – e l'altra dalla Sony Pictures Entertainment – Innamorati pazzi).
Inoltre, le due sitcom hanno condiviso, per un certo periodo, la messa in onda sulla NBC il giovedì sera. Questo portò il network, il 3 novembre 1994, a tentare un esperimento mediatico e di marketing, chiamato Blackout Thursday ("Il giovedì del blackout"), che coinvolse tre delle quattro serie che andavano in onda quel giorno della settimana: Friends, Innamorati pazzi e Un papà da prima pagina: nel sesto episodio della terza stagione di Innamorati pazzi, Una questione di onestà, Ira causa un black out che coinvolge l'intera città di New York; quest'ultimo venne seguito dall'episodio A lume di candela di Friends, in cui i protagonisti sono alle prese proprio con il black out causato da Jamie; a seguire andò in onda Seinfeld, ma l'autore e attore eponimo di questa serie si era rifiutato di partecipare all'evento sicché la NBC trasmise l'episodio Amore acrobatico, che non citava in alcun modo il black out; concluse l'esperimento Un papà da prima pagina con l'episodio Birthday in the Big House. La mossa di NBC sembrò funzionare e tutte le serie guadagnarono ascolti, Seinfeld compresa: in particolare, gli spettatori di Friends aumentarono di 5 milioni rispetto all'episodio trasmesso la settimana precedente.

## Spin-off

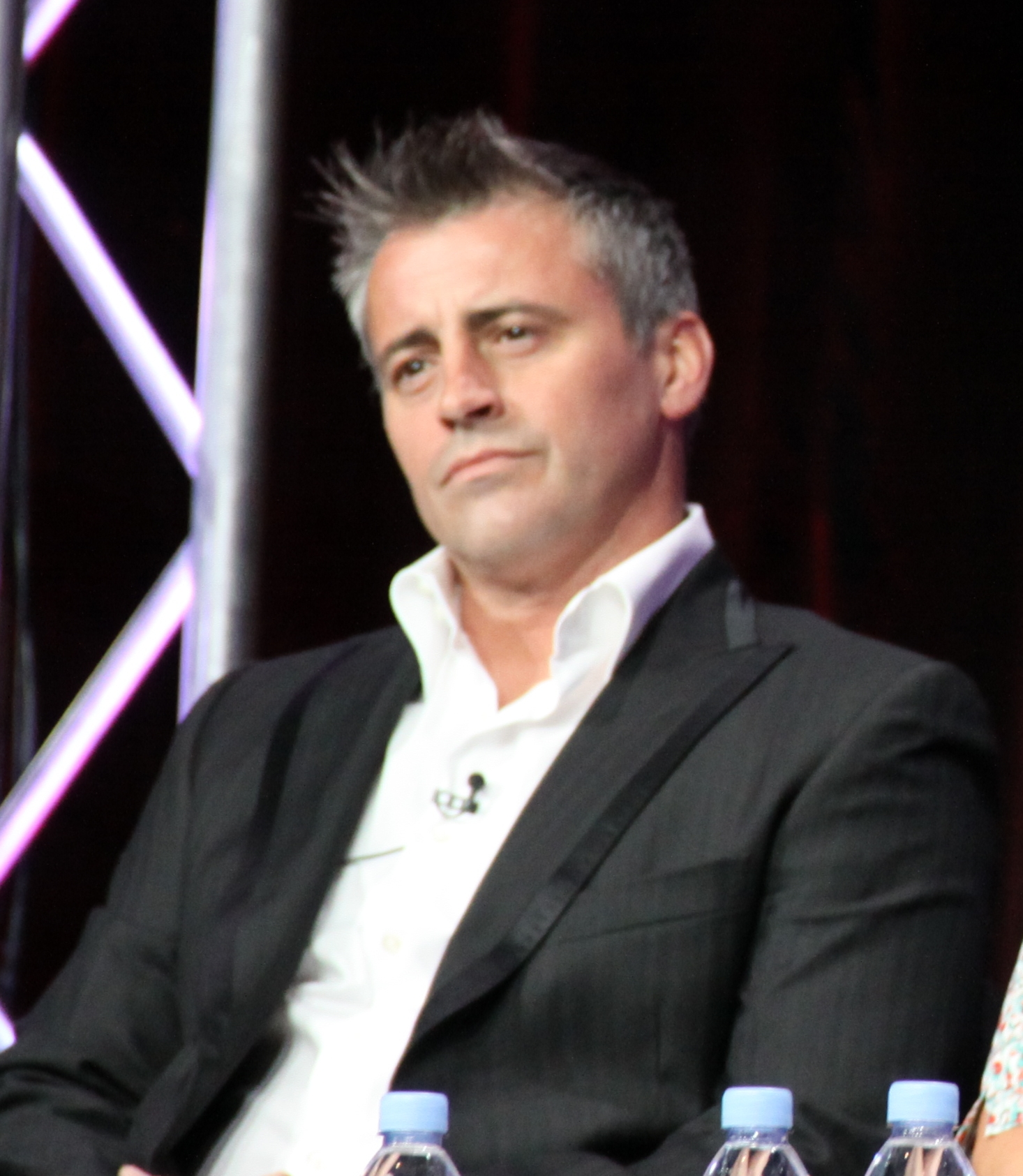
Matt LeBlanc confidava in un successo maggiore per Joey. A suo dire, Joey Tribbiani era stato il personaggio meno sviluppato durante Friends, e poteva quindi ambire a una maggiore evoluzione in uno spin-off tutto suo.

Nel 2004, dopo la sua conclusione (su richiesta degli stessi attori e produttori), Friends ha dato origine a uno spin-off intitolato Joey. La nuova sitcom, prodotta sempre dalla Warner Bros. e trasmessa ancora dalla NBC dal 2004 al 2006, vede Matt LeBlanc ancora nei panni di Joey Tribbiani, stavolta protagonista di uno show tutto suo.
Questo spin-off racconta la nuova vita di Joey, il quale, dopo che tutti i suoi amici si sono sposati e hanno messo su famiglia, decide di lasciare New York e trasferirsi a Los Angeles per proseguire la sua carriera di attore e tentare finalmente di sfondare a livello internazionale. La serie non ha però avuto lo stesso successo di Friends e, per via di un grave calo di ascolti la NBC, a metà della seconda stagione, ha interrotto la trasmissione degli episodi e cancellato la serie.

## Edizioni home video

### DVD
- Friends - 1ª stagione (4 DVD)
- Friends - 2ª stagione (4 DVD)
- Friends - 3ª stagione (4 DVD)
- Friends - 4ª stagione (4 DVD)
- Friends - 5ª stagione (4 DVD)
- Friends - 6ª stagione (4 DVD)
- Friends - 7ª stagione (4 DVD)
- Friends - 8ª stagione (4 DVD)
- Friends - 9ª stagione (4 DVD)
- Friends - 10ª stagione (3 DVD)
- Friends - Cofanetto "Superbox" 10 stagioni + 5 DVD extra (44 DVD)

Vi sono inoltre numerose altre raccolte in DVD, solitamente in edizione limitata, o disponibili soltanto in alcuni mercati, come ad esempio "Il meglio della [numero] stagione", "The Boys", "The Girls", ecc.

### Blu-ray Disc
Il 13 novembre 2012 la Warner Home Video ha pubblicato sul mercato il cofanetto completo delle 10 stagioni per la prima volta in alta definizione, su supporto Blu-ray Disc, e in formato widescreen. Ciò è stato possibile grazie al lavoro di rimasterizzazione digitale delle pellicole originali: Friends infatti, come molti altri film e serie TV precedenti all'era digitale, fu registrato su pellicola 35 millimetri. Il cofanetto contiene in 21 dischi tutti i 236 episodi nella medesima versione mandata in onda dalla NBC, quindi non comprende le scene tagliate o le versioni estese degli episodi, comprese invece in altre edizioni home video precedenti. Oltre ai dischi dedicati agli episodi, per un totale di 90 ore, ve n'è uno dedicato ai contenuti speciali, per un totale di 20 ore, di cui circa 3 totalmente inedite. Inoltre all'interno del box è contenuto un libro di 32 pagine con la guida agli episodi.

## Merchandising

### Giochi
- Friends: Scene it? (DVG)
- Friends: The One With All the Trivia (PS2, PC)

### Libri
- Il ricettario ufficiale di Friends (Warner Bros., Panini Books), con i testi di Amanda Yee, racchiude tutte le ricette più famose che compaiono nel corso della sticom. Oltre alle indicazioni culinarie, per ogni pietanza viene raccontata la sequenza dalla quale è stata tratta.

## Friends: The Reunion

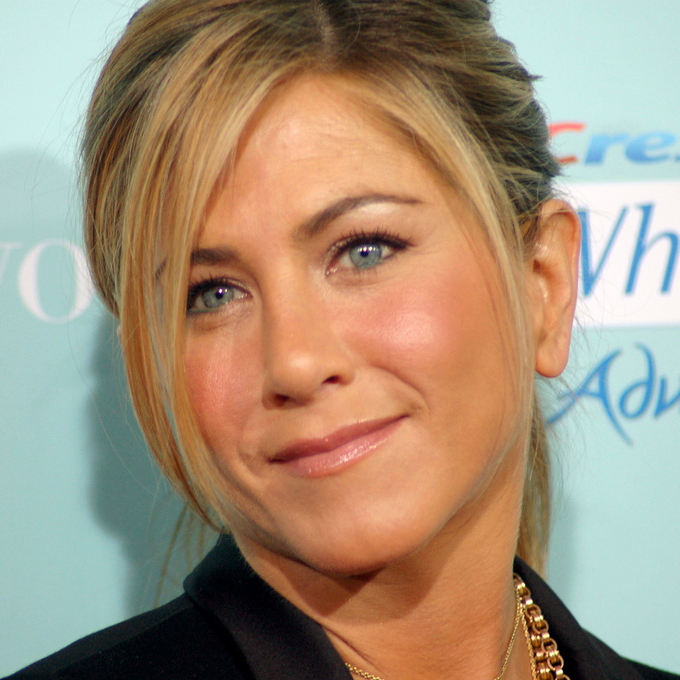
La registrazione dell'episodio finale di Friends portò il cast a diventare molto emotivo. Jennifer Aniston rivelò: «in questo momento siamo come una porcellana molto delicata, che sta accelerando a gran velocità verso un muro di mattoni».

Alla conclusione di Friends, negli anni seguenti si è ciclicamente parlato di possibili revival della sitcom o reunion dei protagonisti in altri progetti, sia in televisione sia al cinema. Tali speculazioni sono sempre state smentite dai diretti interessati, tuttavia non facendo calare l'interesse di media e fan circa questa possibilità; ciò anche per via della forte amicizia mantenuta tra gli ex protagonisti di Friends, i quali, contemporaneamente, si sono ritrovati saltuariamente a recitare assieme in nuove serie come Cougar Town o Web Therapy.
Il 21 febbraio 2016, in occasione di uno special della NBC dedicato al millesimo episodio diretto in carriera dal regista James Burrows, dietro alle telecamere anche in vari episodi di Friends, è avvenuta per la prima volta una reunion parziale del cast (con il solo Perry assente causa impegni lavorativi). Tale evento ha ravvivato nell'immediato le speranze circa un revival o reboot della sitcom, tuttavia scemate nel 2019 dopo le parole degli storici ideatori-produttori Bright, Kauffman e Crane, in occasione del venticinquennale della serie festeggiato al Tribeca Film Festival: «ci sono principalmente due ragioni. Una di queste è che non faremo una reunion perché è uno show su un periodo ben preciso della vita, in cui i tuoi amici sono la tua famiglia. E quando hai una famiglia tutto cambia. Ma l'altra ragione è che non riusciremmo a eguagliare quanto fatto».
Tali parole non hanno tuttavia precluso, appena pochi mesi dopo, la messa in piedi della prima reunion effettiva di tutti e sei i protagonisti, ufficializzata il 21 febbraio 2020 in vista del lancio, nel maggio seguente, del servizio on demand HBO Max. Tuttavia, la pandemia di COVID-19 diffusasi a livello globale poche settimane dopo ne ha ritardato i tempi di produzione fino al 2021. Le riprese si sono effettivamente svolte solo nell'aprile 2021. L'episodio speciale, intitolato Friends: The Reunion, è stato distribuito il 27 maggio 2021 su HBO Max e in Italia è stato reso disponibile in contemporanea sulle piattaforme Sky e Now.